# Santa Tereza do Oeste
Santa Tereza do Oeste es un municipio brasileño del estado de Paraná. Su población es de 10.300 habitantes, conforme las estimaciones del IBGE.
Antes de que se emancipara era un distrito del municipio de Cascavel, con la denominación de Santa Tereza.
Su fundación ocurrió en 1° de enero de 1990 a través de la ley estatal n.º 9008, del 12 de junio de 1989, separándose de los municipios de Cascavel y Toledo.
Es un gran productor de granos, principalmente de soja y maíz.
Presenta un clima mesotérmico, del tipo subtropical húmedo, con veranos calientes mostrado tendencia de concentración de las lluvias (temperatura media superior a 22 °C), inviernos con heladas poco frecuentes (temperatura media inferior a 18 °C), sin estación de sequía definida.
Su principal carretera es la BR-277, hoy privatizada, que corta el estado de Paraná en el sentido este - oeste, de Paranaguá a Vera do Iguaçu.
En su área está parte del parque nacional del Iguaçu, reserva nacional compuesta por varios municipios paranaenses, conocido mundialmente por las Cataratas del Iguazú.